# Βバレル

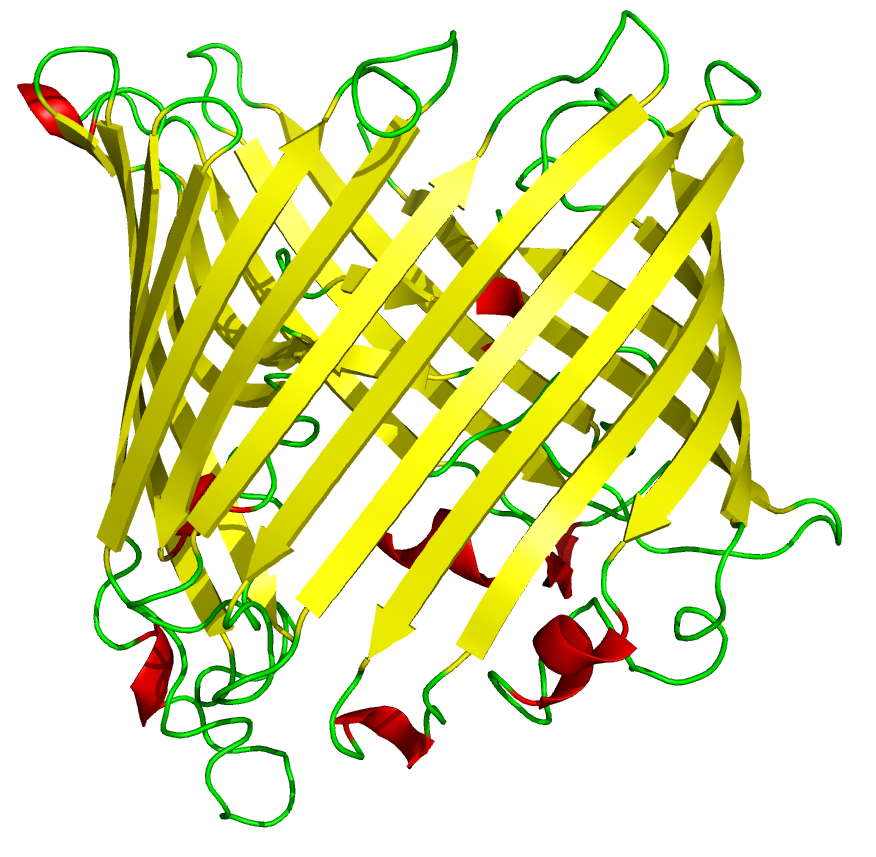
細菌のスクロース用のポリン

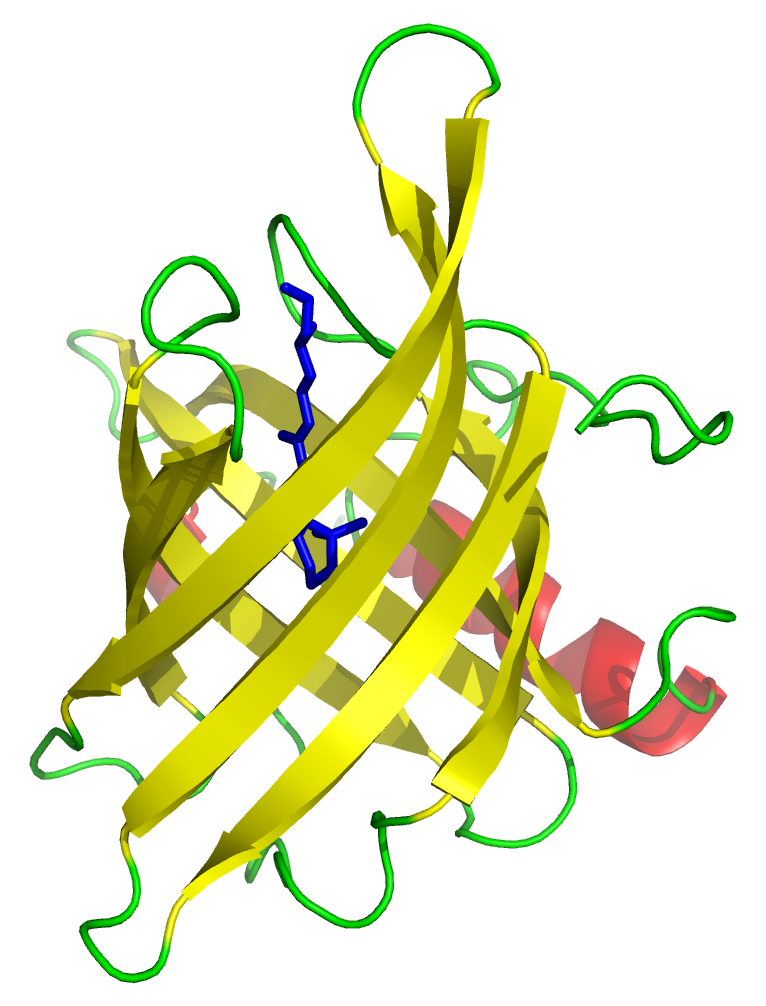
ヒトのレチノール結合タンパク質。青いのがレチノール

βバレル（Beta barrel）はタンパク質の三次構造の1つであり、大きなβシートがねじれてコイル状になり、両端が水素結合で結合した構造をしている。βバレル中のβストランドは通常は平行に配列している。この構造はポリンや、細胞膜を貫通する他のタンパク質、リポカリンなどの疎水性リガンドと結合するタンパク質で見られる。グラム陰性細菌の遺伝子の2-3%はポリン様のタンパク質をコードしている。
多くの場合、ストランドのアミノ酸は極性のものと疎水性のものが1つおきに並び、疎水残基はバレルの内側を向いて疎水性中心を作り、極性残基は外側を向いて溶媒に露出している。ただし脂質中ではこれとは逆になり、疎水性残基が外側、極性残基が内側にくることがある。
全てのβバレルは、βシート中のストランドの数を表すnとシートSという中のストランドのずれSという2つのパラメータによって分類される。これらのパラメータはβバレルの軸に対するストランドの偏向角に関係する。

## βバレルのタイプ
多くのβバレルは次の3つのうちのいずれかのトポロジーに分類される。

### アップアンドダウン
アップアンドダウンは最も単純なβバレルのトポロジーで、それぞれのβストランドは一次配列で隣り合ったβストランドと水素結合する。

### グリークキー
グリークキーでは、いくつかのストランドが配列上では隣り合っていないが空間的に隣り合っているストランドと水素結合を作る。βバレルは通常、βヘアピンにつながるグリークキーを少なくとも1つ、あるいは連続した2つ持つ。

### ジェリーロール
ジェリーロールまたはスイスロールは非局所的な複合構造で4つの逆平行βシートからなり、そのうちの1組だけが配列上隣接したものである。

## ポリン
ポリンは通常16か18のストランドからなるβバレルで構成され、細胞膜を拡散できないイオンや小分子を通過させる働きをしている。このような構造はグラム陰性細菌、葉緑体、ミトコンドリアなどの外膜に見られる。アイレットとして知られるタンパク質中央の孔には荷電残基が並び、陽電荷、陰電化がそれぞれに引き寄せられる。2つのβシートを結ぶ長いループが中央のチャネルを部分的に塞ぐことがあり、このループの長さと配座でトランスポーターを通過できる分子が選別される。

## リポカリン
リポカリンは通常8つのストランドからなるβバレルで構成され、細胞外に分泌されるタンパク質である。疎水性分子と結合し、運ぶ働きをする。最も有名な例はレチノール結合タンパク質（RBP）で、レチノール（ビタミンA）を運搬する。ヒトではレチノールは肝臓に蓄えられ、RBPによって他の組織へ運ばれる。それぞれのRBP分子は、プレアルブミンと様々な細胞表面受容体のタンパク質間相互作用によって1分子のレチノールを運ぶ。レチノールを運び終わったRBPは腎臓で分解される。